# St. Johannes der Täufer (Brendlorenzen)

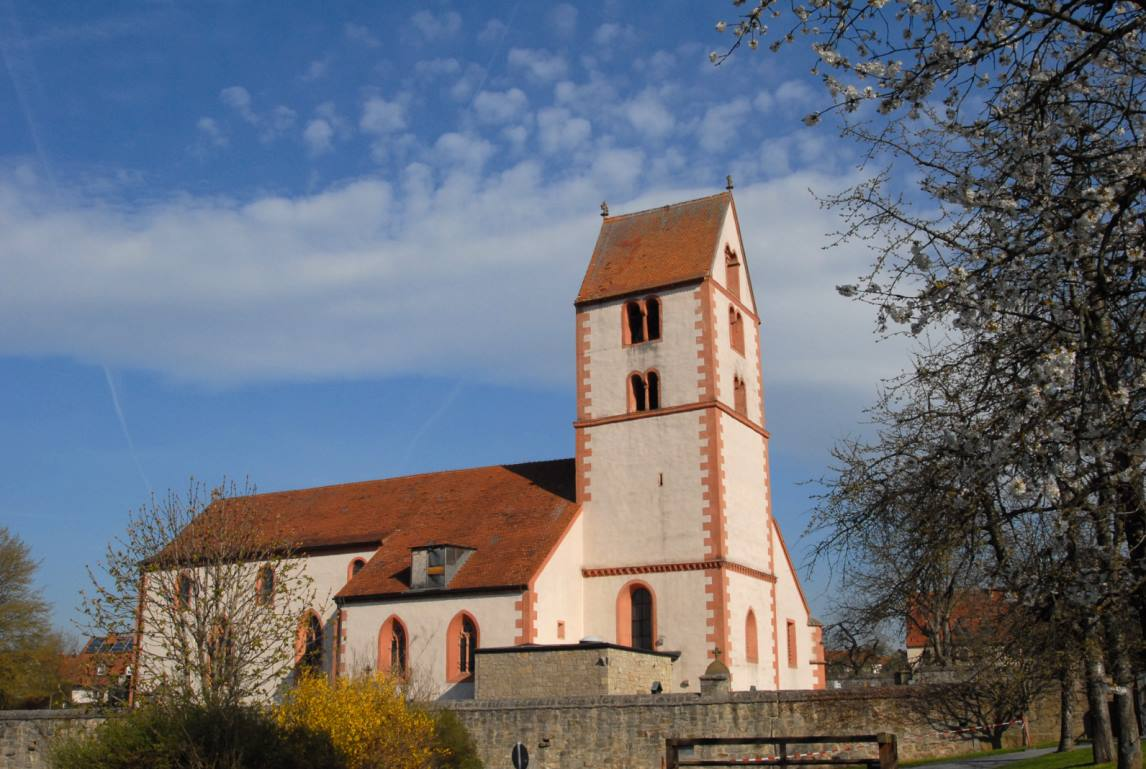
St. Johannes der Täufer

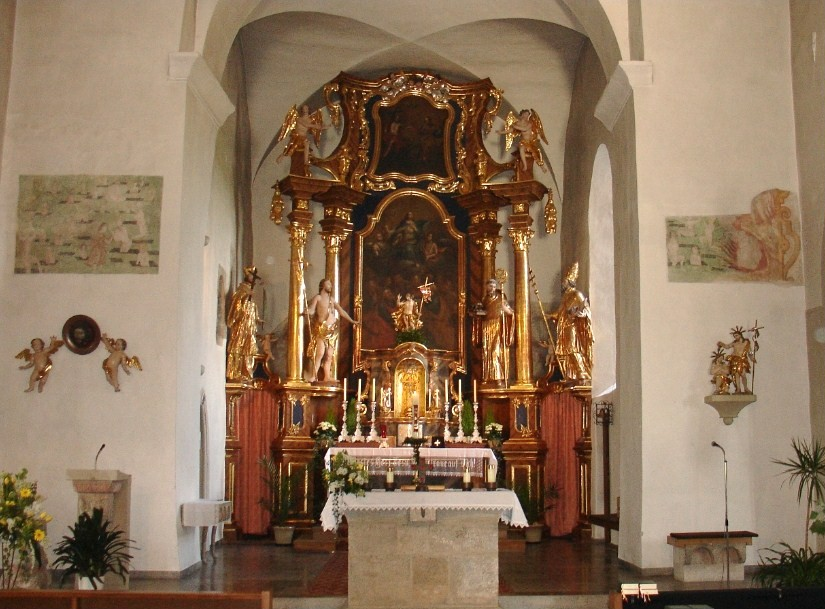
Der Hochaltar

Die römisch-katholische Pfarrkirche St. Johannes der Täufer ist die Kirche von Brendlorenzen, einem Stadtteil von Bad Neustadt an der Saale im unterfränkischen Landkreis Rhön-Grabfeld. Sie gehört zu den Baudenkmälern von Bad Neustadt an der Saale und ist sie zusammen mit der Kirchhofmauer, der Pietà und dem Kreuz über dem darin befindlichen Rundbogenportal, der spätgotischen Ölberggruppe, dem neugotischen Kreuzweg, dem Kriegerdenkmal sowie dem Golgothakreuz in der Bayerischen Denkmalliste unter der Aktennummer D-6-73-114-161 registriert. Die Pfarrei Brendlorenzen ist wie die Kuratie Lebenhan, die Pfarrei Herschfeld und die Pfarrei Rödelmaier mit der Filiale Dürrnhof Teil der Pfarreiengemeinschaft St. Martin Brend.

## Geschichte
Eine Kirche in Brend ist bereits im Jahr 742 nachgewiesen. Sie war dem heiligen Martin geweiht. Später wechselte das Patrozinium zum heiligen Johannes dem Täufer. Grund dafür war möglicherweise, dass die Kirche zum Mittelpunkt des Königshofes Karls des Großen in Salz und damit Taufkirche für den gesamten Salzgau wurde. Die Urpfarrei Brend umfasste das Gebiet von Mittelstreu im Norden bis Aschach im Süden und von Rödelmaier im Osten bis Geroda im Westen. Sie war ab 976 im Besitz des Stiftes St. Peter und Alexander in Aschaffenburg, von 1307 bis zur Säkularisation 1803 des Klosters Bildhausen. Der Kirchenbau entstand überwiegend im 13. Jahrhundert unter Verwendung älterer Bauteile aus dem 10. Jahrhundert, insbesondere der Vierung. Im Jahr 1423 wurde zwischen dem Kirchturm und dem nördlichen Querhausarm eine Sakristei angebaut. Zu Beginn des 17. Jahrhunderts wurde das Langhaus erhöht.  In den Jahren 1711 bis 1720 wurde der Triumphbogen zwischen Vierung und Langhaus abgebrochen, Langhaus und Vierung höhengleich ausgebaut und alle Bauteile der Kirche einheitlich überdacht. Dadurch ging das Erscheinungsbild einer Basilika verloren. Eine Innenrenovierung im Jahr 1940 entfernte Übermalungen der Barockzeit, um der Kirche den Charakter der karolingischen Königskirche zurückzugeben. Die Deckenbalken des Langhauses wurden freigelegt. Die Rundbogen und Pfeiler erhielten einen Anstrich im Farbwechsel rot-grau-ocker. In den Jahren 1968 bis 1969 wurde der Kirchenraum für die neue Liturgie umgebaut. Der Zelebrationsaltar wurde in die Mitte der Vierung gerückt und die Seitenaltäre in die Nischen an der Westwand des Querhauses versetzt. In der Sakristei von 1423 entdeckte man dabei mittelalterliche Fresken. Um sie der Öffentlichkeit zugänglich zu machen, wurde in den Jahren 1971 bis 1972 südlich des Chores eine neue Sakristei angebaut. Von 1980 bis 1981 wurde die Kirche außen renoviert. Bei einer erneuten Innenrenovierung im Jahr 1989 erhielt der Innenraum einen einheitlich hellgrauen Anstrich.

## Beschreibung
Die Kirche hat unter Einbeziehung des östlichen Chorturms, der Querhausarme und der beiden Sakristeien einen T-förmigen Grundriss. Der massive quadratische Turm hat vier Geschosse und ein Satteldach. Das Erdgeschoss ist nach oben durch einen Rundbogenfries abgegrenzt. Der Chorraum ist gewölbt. Die beiden Querhausarme, ebenfalls mit Gewölbe, sind durch je zwei Rundbogen von der Vierung abgetrennt. Das Langhaus hat dagegen eine flache Decke.

## Ausstattung
Der barocke Hochaltar wurde 1719 vom einheimischen Bildhauer Johann Caspar Hippeli geschaffen und 1755 mit Zutaten des Rokoko versehen. Im Altarbild ist die Himmelfahrt Mariens dargestellt, im Auszug die Heilige Dreifaltigkeit. Rechts davon befinden sich große Figuren des heiligen Bernhard von Clairvaux und des Papstes Urban I., links des Kirchenpatrons und des heiligen Johannes Nepomuk. Links vom Chorbogen ist ein frühromanisches Kapitell als Ambo aufgestellt. Fuß und Schaft des Taufsteins rechts vom Chorbogen bestehen aus mittelalterlichem Material, das Becken wurde 1973 dazu ergänzt. An den Wänden beiderseits des Chorbogens erkennt man Überreste mittelalterlicher Gemälde. Es handelt sich um Teile einer Darstellung des Jüngsten Gerichts, die sich ursprünglich über die gesamte Chorwand ausdehnte und zu Beginn des 17. Jahrhunderts weitgehend zerstört wurde. Unterhalb dieser Fresken sind eine Rokokogruppe der Taufe Jesu von 1730 (rechts) und eine Johannesschüssel aus der Zeit um 1500 in der Hand von Engeln (links) angebracht. Beide sind aus Holz geschnitzt. Im rechten Querhausarm ist ein Altar der heiligen Sebastian, Rochus und Aquilin von 1712 aufgestellt. Das Altarblatt zeigt den heiligen Sebastian und wird von Figuren der beiden anderen Altarheiligen umrahmt. Im Auszug ist die Krönung Mariens dargestellt. Diesem Altar steht im gleichen Querhausarm ein Altar des Bruders Konrad mit einem Gemälde von 1936 gegenüber, das den Altarheiligen unter der Gnadenmutter von Altötting zeigt. Im linken Querhausarm befindet sich ein 1719 geschaffener Altar der 14 Nothelfer, an dem sich diese um eine barocke Madonna gruppieren. Die Figuren der Nothelfer wurden teilweise im 15. Jahrhundert, teilweise zeitgleich mit dem Altar gefertigt. Dieser Altar hat als Gegenstück den Altar der heiligen Kilian, Kolonat und Totnan von 1670. Die Rokokokanzel an der rechten Langhauswand entstand um 1750. An der linken Langhauswand ist eine bemerkenswerte Pietà aus der Mitte des 13. Jahrhunderts zu finden.
Die Kreuzwegstationen sind Ölgemälde von Johann Peter Herrlein. Die Orgel auf der westlichen Doppelempore wurde 1953 von der Firma Weise in Plattling installiert und 1992 von der Firma Hoffmann in Ostheim vor der Rhön umgearbeitet. Die Fresken in der alten Sakristei zeigen das Leiden und die Auferstehung Jesu Christi, das Martyrium Johannes des Täufers und einige Heiligenfiguren. Im Gewölbe ist das Lamm Gottes dargestellt, umgeben von den vier Evangelistensymbolen. Auch in der Sakristei ist eine Pietà aus der Zeit um 1380 zu sehen.

## Geläut
Das Geläut ist fünfstimmig mit den Tönen (in etwa) e′, fis′, gis′, a′ und ais′ (erhöht?). Es klingt vor allem wegen des Halbtonschrittes zwischen Glocke 4 und 5 etwas ungewöhnlich. Die Glocken  wurden mit Ausnahme der Glocke 3 von der Gießerei Albert Junker in Brilon gegossen.